# Praia de Cotovelo

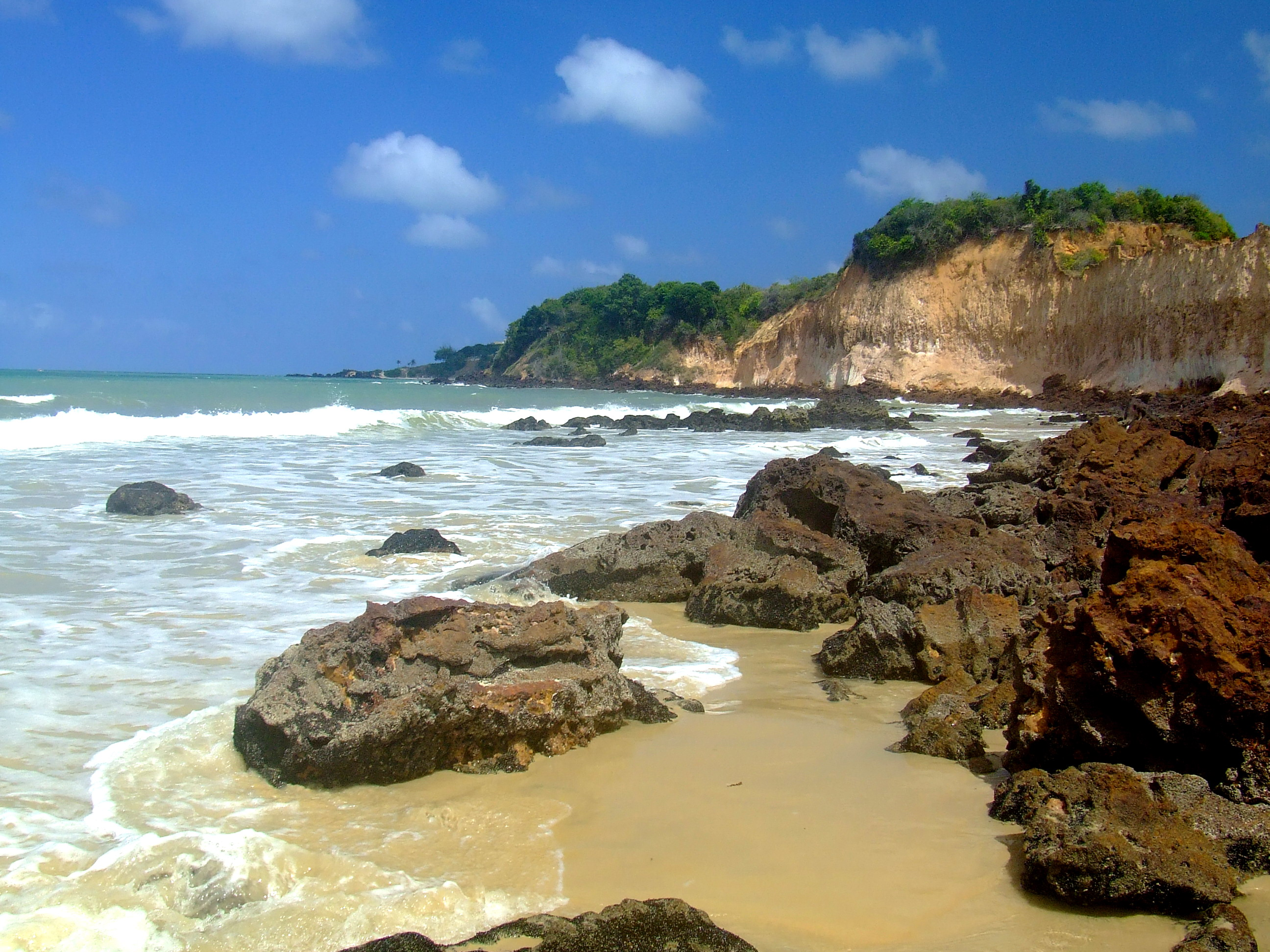
Cotovelo.

Cotovelo é um bairro e praia situada no município de Parnamirim, no estado do Rio Grande do Norte[1], conhecido por sua atmosfera refinada e por ser um dos destinos mais exclusivos do litoral potiguar. Localizado a poucos quilômetros de Natal, Cotovelo se destaca por suas paisagens exuberantes, infraestrutura sofisticada e imóveis de altíssimo padrão que atraem tanto turistas quanto moradores em busca de tranquilidade e conforto. 
A praia de Cotovelo é um espetáculo natural. Suas falésias [2] avermelhadas emolduram uma extensa faixa de areia dourada banhada por águas cristalinas e mornas. Com um ambiente sereno e reservado, a praia é ideal para caminhadas, banhos relaxantes e esportes aquáticos, sendo um verdadeiro refúgio para aqueles que desejam se desconectar da rotina urbana.
A região é conhecida pelos seus resorts de luxo, que oferecem experiências exclusivas e serviços de alto nível, além de um ambiente perfeito para relaxamento e lazer. Entre os destaques do bairro está o Condomínio Alphaville, referência em qualidade de vida, segurança e infraestrutura de ponta, abrigando residências de arquitetura moderna e vistas privilegiadas para o mar e a natureza.
Além dos resorts e condomínios, Cotovelo é cercada por imóveis de altíssimo padrão, incluindo mansões e casas de veraneio que refletem o perfil sofisticado da região. A gastronomia local é outro atrativo: bistrôs e restaurantes oferecem menus elaborados que combinam frutos do mar frescos com influências da culinária contemporânea.
Cotovelo também se beneficia de sua proximidade com atrações turísticas de renome, como o Maior Cajueiro do Mundo, e com a Rota do Sol, que conecta o bairro a outras praias paradisíacas, como Ponta Negra, Búzios e Tabatinga.

Esse equilíbrio entre sofisticação e natureza intocada faz de Cotovelo um dos destinos mais desejados do estado, ideal tanto para quem busca tranquilidade quanto para quem aprecia um estilo de vida luxuoso à beira-mar.  Cotovelo se destaca como símbolo de qualidade de vida e sofisticação.